# Keys, Oklahoma
Keys, Oklahoma (енгл. Keys) насељено је место без административног статуса у америчкој савезној држави Оклахома.

## Демографија
По попису из 2010. године број становника је 565, што је 107 (23,4%) становника више него 2000. године.
| Група             | 2000.       | 2010.       |
| Белци             | 254 (55,5%) | 266 (47,1%) |
| Афроамериканци    | 0 (0,0%)    | 3 (0,5%)    |
| Азијати           | 0 (0,0%)    | 0 (0,0%)    |
| Хиспаноамериканци | 14 (3,1%)   | 24 (4,2%)   |
| Укупно            | 458         | 565         |